# Longina Kozikowska-Bruna
Longina Kozikowska-Bruna (ur. 1 listopada 1934 w Starogardzie Gdańskim) – polska aktorka, śpiewaczka, pedagog. W latach 1958–1983 czołowa solistka Teatru Muzycznego w Gdyni, kreująca główne role w 33 spektaklach premierowych. W swoim repertuarze miała wszystkie pozycje operetki klasycznej oraz musicale i komedie muzyczne. Wielokrotnie chwalona i doceniana przez recenzentów, uznawana za jedną z najlepszych polskich śpiewaczek operetkowych. Od 1976 do 2010 roku pedagog w Zespole Szkół Muzycznych w Gdańsku-Wrzeszczu, prowadziła klasy śpiewu solowego.

## Biografia
Zaraz po maturze Longina Kozikowska podjęła naukę w Szkole Muzycznej II st. im. Fryderyka Chopina w Gdańsku Wrzeszczu. Jeszcze będąc uczennicą, została przyjęta do tworzącego się w Nowym Porcie Teatru Muzycznego i wzięła udział w pierwszej premierze, jaką był Bal w operze autorstwa R. Heubergera, w reżyserii Danuty Baduszkowej, gdzie zagrała wokalno-aktorską rolę Hortensji. Talent młodziutkiej Longiny Kozikowskiej został zauważony i zebrała bardzo pozytywne recenzje, zarówno w Głosie Wybrzeża, jak i Ruchu Muzycznym. Naukę kontynuowała w Wyższej Szkole Muzycznej. Ukończyła wydział wokalny u prof. Barbary Iglikowskiej, a pracą dyplomową był recital publiczny w sali koncertowej Grand Hotelu w Sopocie.
W 1958 roku Longina Kozikowska związała się z Teatrem Muzycznym na 25 kolejnych lat. Wielokrotnie miała okazję prezentować swoje umiejętności wokalne i aktorskie w głównych rolach, między innymi w: Orfeuszu w Piekle (w roli Eurydyki), Nitouche (w roli Denise de Flavigny), Pięknej Helenie (w roli tytułowej), Fajerwerku (w roli Iduny), My Fair Lady (w roli Elizy) czy Gejszy (w roli tytułowej). Na swoim koncie ma ponad 50 premier teatralnych. Współpracowała z Operetką Łódzką, Operetką Warszawską i Państwową Operą Bałtycką. Brała udział w koncertach symfonicznych, w nagraniach radiowych i telewizyjnych. Uczestniczyła w licznych koncertach estradowych. Przygodę z teatrem zakończyła w 1983 roku.
W latach 1976–2010 pracowała jako pedagog w Szkole Muzycznej II st. we Wrzeszczu, ucząc śpiewu solowego.
W 1960 roku poznała Zbigniewa Brunę, dyrygenta w Państwowej Operze Bałtyckiej w Gdańsku, z którym w roku 1964 wzięła ślub. W 2019 roku, z okazji jubileuszu 55-lecia ślubu, małżeństwo odebrało Medal za Długoletnie Pożycie Małżeńskie od prezydenta miasta Gdynia, Wojciecha Szczurka.

## Wybrane role[1]
| Rok premiery | Tytuł                       | Autor                              | Rola                     | Reżyseria                        | Teatr                               |
| ------------ | --------------------------- | ---------------------------------- | ------------------------ | -------------------------------- | ----------------------------------- |
| 1958         | Bal w Operze                | Richard Heuberger                  | Hortensja                | Danuta Baduszkowa                | Teatr Muzyczny Gdańsk               |
| 1958         | Orfeusz w piekle            | Jacques Offenbach                  | Eurydyka                 | Danuta Baduszkowa                | Teatr Muzyczny Gdańsk               |
| 1959         | Piękna Galatea              | Franz von Suppé                    | Nerijos                  | Danuta Baduszkowa                | Teatr Muzyczny Gdynia               |
| 1960         | Cnotliwa Zuzanna            | Jean Gilbert                       | Zuzanna                  | Danuta Baduszkowa                | Teatr Muzyczny Gdynia               |
| 1960         | Bajadera                    | Emmerich Kálmán                    | Marietta                 | Michalina Makowiecka             | Teatr Muzyczny Gdynia               |
| 1961         | Księżniczka czardasza       | Emmerich Kálmán                    | Sylva Varescu            | Kazimierz Petecki                | Teatr Muzyczny Gdynia               |
| 1961         | Rita                        | Gaetano Donizetti                  | Rita                     | Kazimierz Petecki                | Opera i Filharmonia Bałtycka Gdańsk |
| 1961         | Król włóczęgów              | Rudolf Friml                       | Katarzyna de Vaucelles   | Aleksander Długosz               | Teatr Muzyczny Gdynia               |
| 1962         | Sensacja w Londynie         | Herbert Kawan                      | Gloria                   | Danuta Baduszkowa                | Teatr Muzyczny Gdynia               |
| 1962         | Nitouche                    | Florimond Ronger                   | Denisa de Flavinigny     | Danuta Baduszkowa                | Teatr Muzyczny Gdynia               |
| 1962         | Piękna Helena               | Jacques Offenbach                  | Helena                   | Tadeusz Bursztynowicz            | Teatr Muzyczny Gdynia               |
| 1963         | Zemsta nietoperza           | Johann Strauss                     | Adela                    | Danuta Baduszkowa                | Teatr Muzyczny Gdynia               |
| 1964         | Fajerwerk                   | Paul Burkhard                      | Iduna                    | Janusz Golc                      | Teatr Muzyczny Gdynia               |
| 1964         | Ja tu rządzę                | Wincenty Rapacki                   | Joasia                   | Stanisław Kwaskowski             | Teatr Muzyczny Gdynia               |
| 1964         | Zamek na Czorsztynie        | Karol Kurpiński                    | Łucja                    | Aleksander Długosz               | Teatr Muzyczny Gdynia               |
| 1965         | My Fair Lady                | A.J.Lerner, F. Loewe               | Eliza                    | Danuta Baduszkowa                | Teatr Muzyczny Gdynia               |
| 1965         | Ptasznik z Tyrolu           | Karl Zeller                        | Krysia                   | Danuta Baduszkowa                | Teatr Muzyczny Gdynia               |
| 1965         | Wesoła wdówka               | Franz Lehár                        | Hanna Glawari, Walentyna | Tadeusz Bursztynowicz            | Teatr Muzyczny Gdynia               |
| 1966         | Wiedeńska krew              | Johann Strauss                     | Gabrielle                | Danuta Baduszkowa                | Teatr Muzyczny Gdynia               |
| 1966         | Rinaldo                     | Domenico Modugno                   | Angelika                 | Danuta Baduszkowa                | Teatr Muzyczny Gdynia               |
| 1966         | Fantastyczny rejs           | Cole Porter                        | solistka                 | Danuta Baduszkowa                | Teatr Muzyczny Gdynia               |
| 1967         | Cygańska miłość             | Franz Lehár                        | Ilona                    | Danuta Baduszkowa                | Teatr Muzyczny Gdynia               |
| 1967         | Wesoła wojna                | Johann Strauss                     | Księżna Malaspina        | Wolfgang Weitt                   | Teatr Muzyczny Gdynia               |
| 1968         | Madagaskar                  | Ryszard Damrosz                    | Izabella                 | Danuta Baduszkowa                | Teatr Muzyczny Gdynia               |
| 1968         | Gejsza                      | Jones Sidney                       | Mimoza                   | D. Baduszkowa, J. Wodzyński      | Teatr Muzyczny Gdynia               |
| 1969         | Siedem dziewcząt pod bronią | Louis Angely                       | Julia                    | Stanisław Kwaskowski             | Teatr Muzyczny Gdynia               |
| 1969         | Wygnanie z raju             | Jerzy Abratowski, Krzysztof Komeda | Ewa                      | Henryk Mozer                     | Teatr Muzyczny Gdynia               |
| 1970         | Diabeł nie śpi              | A. Marianowicz, R.M. Groński       | Kasia                    | Danuta Baduszkowa                | Teatr Muzyczny Gdynia               |
| 1971         | Kraina uśmiechu             | Franz Lehár                        | Liza                     | Danuta Baduszkowa, Jan Wodzyński | Teatr Muzyczny Gdynia               |
| 1971         | Córka pani Angot            | Charles Lecocq                     | Lange                    | Krzysztof Pankiewicz             | Teatr Muzyczny Gdynia               |
| 1972         | Majcher Lady                | Jerzy Derfel                       | Sydonia                  | Zbigniew Bogdański               | Teatr Muzyczny Gdynia               |
| 1973         | Cecylia Valdés              | Gonzalo Roig                       | Izabella                 | Danuta Baduszkowa                | Teatr Muzyczny Gdynia               |
| 1974         | Lili chce śpiewać           | Ludomir Różycki                    | Iwona                    | Danuta Baduszkowa                | Teatr Muzyczny Gdynia               |
| 1975         | Ech, jabłoczko              | Zbigniew Adrjański                 | Dubinuszka               | Danuta Baduszkowa                | Teatr Muzyczny Gdynia               |
| 1975         | Cyrulik ze starówki         | Zygmunt Wiehler                    | solistka                 | Danuta Baduszkowa                | Teatr Muzyczny Gdynia               |
| 1976         | Skowronek                   | Franz Lehár                        | Małgosia                 | Danuta Baduszkowa                | Teatr Muzyczny Gdynia               |
| 1977         | Szwejk                      | Jaroslav Hašek                     | Baronowa                 | Danuta Baduszkowa                | Teatr Muzyczny Gdynia               |
| 1978         | Czarodziejska miłość        | Manuel de Falla                    | (solistka)               | Teresa Kujawa                    | Teatr Muzyczny Gdynia               |
| 1978         | Bal w Operze                | Richard Heuberger                  | Aniela                   | Jan Wodzyński                    | Teatr Muzyczny Gdynia               |
| 1979         | Sekretny przystanek         | Labiche Eugene                     | Pani Rambaudet           | Zbigniew Bogdański               | Teatr Muzyczny Gdynia               |
| 1980         | Piraci                      | William Gilbert                    | solistka                 | Zbigniew Mich                    | Teatr Muzyczny Gdynia               |
| 1982         | Rozkwit i upadek miasta     | Brecht Bertolt                     | Wdowa Begbick            | Kari Vilenius                    | Teatr Muzyczny Gdynia               |

## Nagrody i odznaczenia
- 1968 – Order Stańczyka - nagroda miesięcznika „Litery”[9]
- 1972 – Srebrny Krzyż Zasługi
- 1983 – Krzyż Kawalerski Orderu Odrodzenia Polski[10]
- 2008 – Nagroda Specjalna Ministra Kultury z okazji 50-lecia Teatru Muzycznego
- 2019 – Medal za Długoletnie Pożycie Małżeńskie[8]